# Ludwig Krug
Ludwig Krug (Norimberga, 1488/1490 – Norimberga, 1532) è stato un orafo, incisore e scultore tedesco, assieme a Wenzel Jamnitzer, è stato il più importante orafo del XVI secolo in Germania, ed è stato l'artista tedesco più poliedrico del suo tempo.

## Biografia

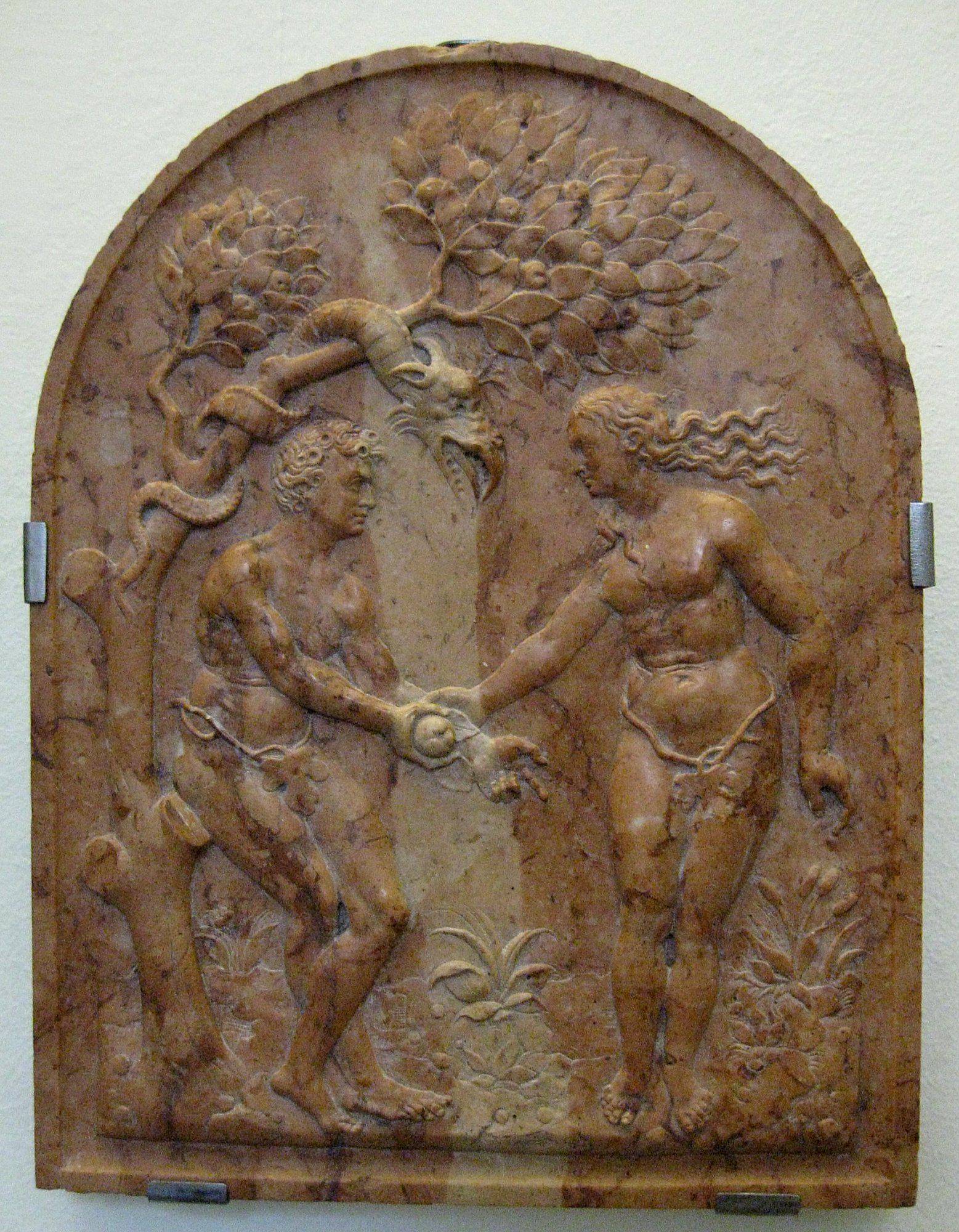
Adamo ed Eva, 1520/1525, Bayerisches Nationalmuseum, Monaco di Baviera

Non ci sono molte notizie riguardanti la vita e la formazione artistica di Krug.
Figlio dell'incisore Hans Krug il Vecchio (circa 1455-1519), Ludwig Krug lavorò prevalentemente a Norimberga ottenendo nel 1522 il titolo di maestro orafo.
Gli storici e i critici dell'arte non hanno ancora terminato l'attribuzione delle medaglie a Krug, poiché vi sono controversie a causa delle poche opere firmate dall'artista.
Vi sono più certezze sulla carriera di incisore, grazie alla conservazione di due xilografie e di sedici incisioni su rame di argomento religioso.
Le stampe di Krug sono state sviluppate in uno stile che, a partire da una fase giovanile ispirata ai modelli di Albrecht Dürer, di Martin Schongauer e di Luca da Leida, si allontanò gradualmente da questi artisti per avvicinarsi, in un periodo creativo successivo, ai modelli decorativi di Augusta, rappresentati da Hans Schwarz, caratterizzandosi per una certa originalità e vivacità.
Negli ultimi anni di carriera, Krug si dedicò soprattutto all'oreficeria, della quale è conservato il disegno di un ciborio di Aschaffenburg, raffigurante La Vergine ed il falegname, risalente al 1526, oltre che il disegno del coperchio di una coppa con Le fatiche di Ercole (Praga).
Le opere di Krug si caratterizzarono per il design naturalistico e la miscela di elementi decorativi italiani di scuola tardo gotico.
Tra le opere di Krug menzioniamo gli splendidi boccali (Germanisches Nationalmuseum di Norimberga, Vienna); il coperchio di una coppa conservato al Museo di belle arti di Budapest; un altro, dorato, nel tesoro della Pontificia Basilica di Sant'Antonio di Padova; oltre che numerose medaglie, dato che fu incisore alla zecca di Norimberga; il rilievo di pietra calcarea raffigurante Adamo ed Eva: la caduta dell'uomo (Bode-Museum, Berlino).